# عیسی‌آباد (سرباز)
عیسی‌آباد روستایی در دهستان سرکور بخش مرکزی شهرستان سرباز استان سیستان و بلوچستان ایران است.

## جمعیت
بر پایه سرشماری عمومی نفوس و مسکن در سال ۱۳۹۵ جمعیت این روستا ۱۶۴ نفر (۴۵خانوار) بوده‌است.